# Domaine de Nishio

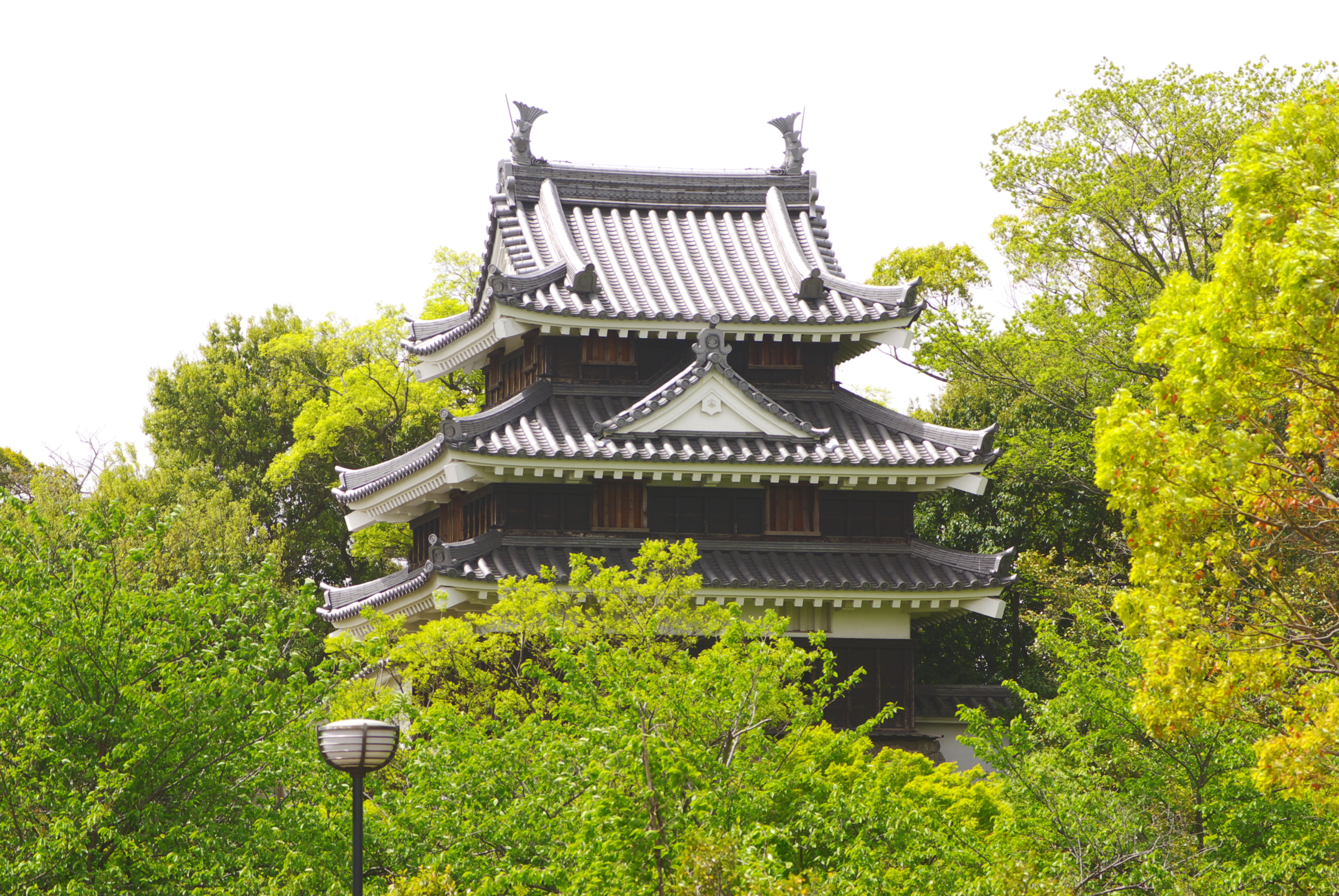
Yagura reconstruite du château de Nishio.

Le domaine de Nishio (西尾藩, Nishio-han) est un domaine féodal japonais de l'époque d'Edo situé dans l'ancienne province de Mikawa dans ce qui est de nos jours la ville de Nishio, préfecture d'Aichi. Son centre en est le château de Nishio.

## Histoire
Quand Tokugawa Ieyasu devient indépendant du clan Imagawa en 1561, il crée le château de Nishio et nomme Sakai Masachika, son proche vassal héréditaire, à sa tête. C'est de la part de Ieyasu une marque de faveur et de confiance car Sakai Masachika est le premier de ses obligés à être ainsi honoré. À la suite de la bataille de Sekigahara, le clan Sakai se voit attribuer des territoires plus rémunérateurs dans l'ouest du Japon tandis qu'une branche du clan Honda le remplace comme premier seigneur du domaine de Nishio nouvellement créé. À presque chaque génération le domaine change de mains, retournant périodiquement au statut tenryō sous le contrôle direct du shogunat Tokugawa. Le clan Doi tient le territoire pendant presque cent ans (1663-1747) puis la branche Ogyu du clan Matsudaira, de 1764 jusqu'à la restauration de Meiji, en 1867.
Noritsune Matsudaira, le dernier daimyō, prend part à la seconde expédition de Chōshū puis est affecté à la garde d'Osaka et de Kyoto, mais il préside un domaine profondément divisé entre factions pro et anti-shogun. Il se soumet au gouvernement de Meiji durant la guerre de Boshin après la défection de nombreux jeunes samouraïs à la cause pro-impériale.
Après l'abolition du système han en juillet 1871, le domaine devient préfecture de Nishio puis est intégré dans la préfecture de Nukata et enfin préfecture d'Aichi.
Le domaine de Nishio n'est pas d'un seul tenant mais est constitué de nombreuses possessions très largement dispersées :
- province de Mikawa : 112 villages dans le district de Hazu, 19 villages dans Kamo, 7 villages dans le district de Nukata, 4 villages dans le district de Hoi, 1 village dans Hekikai ;
- province de Suruga : 8 villages dans Kitō, 2 villages dans le district de Haibara, 1 village dans le district de Fuji, 1 village dans le district de Suntō ;
- province d'Echizen : 27 villages dans le district de Nyū, 7 villages dans le district de Nanjō, 3 villages dans le district de Sakai.

## Liste des daimyōs
- Clan Honda (fudaifudai) 1601-1617

| # | Nom                         | Dates     | Titre                | Rang                    | Revenus     | Lignée                     |
| - | --------------------------- | --------- | -------------------- | ----------------------- | ----------- | -------------------------- |
| 1 | Honda Yasutoshi (本多 康俊) | 1601-1617 | Nui no suke (縫殿助) | 5e inférieur (従五位下) | 20 000 koku | 2e fils de Sakai Tadatsugu |

- Clan Ogyū-Matsudaira (fudai) 1617-1621

| # | Nom                              | Dates     | Titre                 | Rang                    | Revenus     | Lignée                           |
| - | -------------------------------- | --------- | --------------------- | ----------------------- | ----------- | -------------------------------- |
| 1 | Matsudaira Narishige (松平 成重) | 1617-1621 | Ukon-no-jō (右近将監) | 5e inférieur (従五位下) | 20 000 koku | Transfert au domaine de Kameyama |

- Clan Honda (fudai) 1621-1636

| # | Nom                          | Dates     | Titre                    | Rang                    | Revenus     | Lignée                                                     |
| - | ---------------------------- | --------- | ------------------------ | ----------------------- | ----------- | ---------------------------------------------------------- |
| 1 | Honda Toshitsugu (本多 俊次) | 1621-1636 | Shimosa-no-kami (下総守) | 5e inférieur (従五位下) | 35 000 koku | Fils de Yasutoshi Honda ; transfert au domaine de Kameyama |

- Clan Ōta (fudai) 1638-1644

| # | Nom                      | Dates     | Titre                   | Rang                    | Revenus              | Lignée                                                                                          |
| - | ------------------------ | --------- | ----------------------- | ----------------------- | -------------------- | ----------------------------------------------------------------------------------------------- |
| 1 | Ōta Sukemune (太田 資宗) | 1638-1644 | Bitchu-no-kami (備中守) | 5e inférieur (従五位下) | 15 000 - 35 000 koku | Transfert du domaine de Yamakawa ; 2e fils de Shigemasa Ōta ; transfert au domaine de Hamamatsu |

- Clan Ii (fudai) 1645-1659

| # | Nom                     | Dates     | Titre                | Rang                    | Revenus     | Lignée                                                                                |
| - | ----------------------- | --------- | -------------------- | ----------------------- | ----------- | ------------------------------------------------------------------------------------- |
| 1 | Ii Naoyoshi (井伊 直好) | 1645-1659 | Hyōbu-shō (兵部少輔) | 5e inférieur (従五位下) | 35 000 koku | Transfert du domaine d'Anaka ; fils de Ii Naokatsu ; transfert au domaine de Kakegawa |

- Clan Mashiyama (fudai) 1659-1663

| # | Nom                             | Dates     | Titre                     | Rang                    | Revenus     | Lignée                                                      |
| - | ------------------------------- | --------- | ------------------------- | ----------------------- | ----------- | ----------------------------------------------------------- |
| 1 | Mashiyama Masatoshi (増山 正利) | 1659-1662 | Danjō-shōhitsu (弾正少弼) | 5e inférieur (従五位下) | 20 000 koku | Fils de Toshinaga Aoki                                      |
| 2 | Mashiyama Masamitsu (増山 正弥) | 1662-1663 | Hyōbu-shō (兵部少輔)      | 5e inférieur (従五位下) | 20 000 koku | Fils de Tsukemutsu Nasu ; transfert au domaine de Shimodate |

- Clan Doi (fudai) 1663-1747

| # | Nom                        | Dates     | Titre                      | Rang                    | Revenus     | Lignée                                             |
| - | -------------------------- | --------- | -------------------------- | ----------------------- | ----------- | -------------------------------------------------- |
| 1 | Doi Toshinaga (土井 利長)  | 1663-1681 | Hyōgo-ryō (兵庫頭)         | 5e inférieur (従五位下) | 23 000 koku | 2e fils de Doi Toshikatsu                          |
| 2 | Doi Toshimoto (土井 利意)  | 1681-1724 | Yamashiro-no-kami (山城守) | 5e inférieur (従五位下) | 23 000 koku | 7e fils d'Inaba Masanori                           |
| 3 | Doi Toshitsune (土井 利庸) | 1724-1734 | Awaji-no-kami (淡路守)     | 5e inférieur (従五位下) | 23 000 koku | Adopté du clan Miura                               |
| 4 | Doi Toshinobu (土井 利信)  | 1734-1747 | Iyo-no-kami (伊予守)       | 5e inférieur (従五位下) | 23 000 koku | Fils de Toshinaga ; transfert au domaine de Kariya |

- Clan Miura  (fudai) 1747-1764

| # | Nom                         | Dates     | Titre                  | Rang                    | Revenus     | Lignée                                                |
| - | --------------------------- | --------- | ---------------------- | ----------------------- | ----------- | ----------------------------------------------------- |
| 1 | Miura Yoshisato (三浦 義理) | 1747-1756 | Kazue-no-kami (主計頭) | 5e inférieur (従五位下) | 23 000 koku | Fils d'Akihiro ; transfert du domaine de Kariya       |
| 2 | Miura Akitsugu (三浦 明次)  | 1756-1764 | Hyōgo-ryō (兵庫頭)     | 5e inférieur (従五位下) | 23 000 koku | 3e fils d'Akitaka ; transfert au domaine de Katsuyama |

- Clan Ogyū-Matsudaira (fudai) 1764-1871

| # | Nom                              | Dates     | Titre                  | Rang                    | Revenus     | Lignée                                              |
| - | -------------------------------- | --------- | ---------------------- | ----------------------- | ----------- | --------------------------------------------------- |
| 1 | Matsudaira Norisuke (松平 乗祐)  | 1764-1769 | Izumi-no-kami (和泉守) | 5e inférieur (従五位下) | 60 000 koku | Fils de Norisato ; transfert du domaine de Yamagata |
| 2 | Matsudaira Norisada (松平乗完)   | 1769-1793 | Izumi-no-kami (和泉守) | 4e inférieur (従四位下) | 60 000 koku | 4e fils de Norisuke                                 |
| 3 | Matsudaira Norihiro (松平 乗寛)  | 1793-1839 | Izumi-no-kami (和泉守) | 5e inférieur (従五位下) | 60 000 koku | Fils de Norisada                                    |
| 4 | Matsudaira Noriyasu (松平 乗全)  | 1839-1862 | Izumi-no-kami (和泉守) | 4e inférieur (従四位下) | 60 000 koku | Fils de Norihiro                                    |
| 5 | Matsudaira Noritsune (松平 乗秩) | 1862-1871 | Izumi-no-kami (和泉守) | 5e inférieur (従五位下) | 60 000 koku | 2e fils de Norihiro                                 |

## Source de la traduction
- (en) Cet article est partiellement ou en totalité issu de l’article de Wikipédia en anglais intitulé « Nishio Domain » (voir la liste des auteurs).